# Dexter Lumis
Samuel Robert Shaw (né le 17 janvier 1984 à Jacksonville (Floride)) est un catcheur (lutteur professionnel) américain. Il travaille actuellement à la World Wrestling Entertainment, dans la division SmackDown, sous le noms de Dexter Lumis, où il est l'actuel champion par équipes avec Joe Gacy.
Né à Jacksonville, en Floride, Shaw a commencé sa carrière de catcheur professionnel en 2007 sur le circuit indépendant . En 2010, il signe avec la TNA où il remporte le défi TNA Gut Check. Après avoir quitté la TNA en 2015, Shaw est revenu sur la scène de catch indépendante pendant les 5 années suivantes jusqu'à sa signature avec la WWE en 2019. Libéré de son contrat en avril 2022, il est revenu une fois de plus sur le circuit indépendant avant d'être signé à la WWE en août 2022.

## Jeunesse
Shaw est né le 19 janvier 1984 à Jacksonville, en Floride. Il a fréquenté le lycée Allen D. Nease à St. Augustine, en Floride, et a obtenu son diplôme à l'École des Arts et Design de Savannah en 2006. Shaw s'est rendu à Orlando pour travailler comme illustrateur pour Universal Studios, après quoi il est retourné dans sa ville natale de Jacksonville et a commencé à travailler pour le Marché des Arts de Riverside en dessinant des caricatures, avec une activité parallèle consistant à dessiner les animaux de compagnie des gens sur des décorations de Noël,.

## Carrière de catcheur professionnel

### Début de carrière (2007-2012)
Après s'être entraîné avec Curtis Hughes à l'école de catch WWA4, Shaw a fait ses débuts en catch professionnel le 21 septembre 2007, à la World League Wrestling, où il a fait équipe avec Tookie Tucker pour vaincre Marco Cordova et Otis Idol. Shaw a perdu contre Bruce Santee le 3 août 2009, au Full Impact Pro.Le 21 août 2010, il affronte VSK à la Victory Pro Wrestling dans un match pour le championnat VPW de l'État de New York. Shaw faisait également partie du VPW Gold Rush Rumble. Il perdit les deux matchs.Le 18 mai, Shaw a fait équipe avec QT Marshall dans un match contre les Briscoe Brothers, pour la Ring of Honor. Le Match fut une nouvelle fois une défaite. Il a également lutté pour Xtrem Pro Wrestling.
Le 18 avril 2009, Shaw a fait ses débuts à la Vintage Wrestling en battant Nooie Lee lors de ses débuts. Un peu plus d'un mois plus tard, le 30 mai, Shaw bat Glacier pour devenir le premier champion poids lourd Vintage. Au fil des mois, Shaw défendra son championnat à plusieurs reprises contre des joueurs comme Tyson Tomko et Jesse Neal . Shaw perdra finalement le championnat face à Thomas Marr le 2 février 2011. Le 17 avril, Shaw deviendrait champion pour la deuxième fois après avoir remporté le titre vacant Vintage Heavyweight Championship et le perdrait face à Jesse Neal le 11 septembre  En 2011, Shaw a participé au tournoi King Of The State et a atteint la finale avant de perdre contre Francisco Ciatso. Le 14 mai, Shaw remporte son troisième championnat Vintage Heavyweight en battant Aaron Epic. Le 3 septembre, Shaw a participé à un match titre contre titre où le Vintage Heavyweight Championship et le Vintage Internet Championship étaient en jeu, Shaw a remporté le match après que Simon Sez ait été disqualifié, ce qui signifiait également que le championnat ne changerait pas de mains. Il a perdu le championnat poids lourd Vintage contre Francisco Ciatso le 6 juin 2012. Son dernier match pour la société a eu lieu un mois plus tard dans un match fatal à quatre pour le championnat des poids lourds Vintage que Milo Beasley a remporté.
Le 8 août 2011, lors de son premier match pour la Florida Underground Wrestling ( FUW ), il a affronté Romeo Razel et Sideshow dans un match à trois et a gagné, ce qui lui permit d'obtenir un match pour le titre de champion poids lourd de la FUW, Bruce Santee, que Shaw a perdu. Le 28 juin 2012, il a affronté Wes Brisco pour le titre poids lourds cubain de la FUW, où il a perdu. Le 30 juin, il dispute son dernier match pour la FUW contre James Alexander, ce fut une victoire.

### Total Nonstop Action Wrestling (2010-2015)

#### Gut Check(2010-2013)
La première apparition de Shaw à la Total Nonstop Action Wrestling (TNA) a eu lieu le 8 août 2010, à Hardcore Justice en tant que «Lupus», Shaw a attaqué Tommy Dreamer dans son match contre Raven avant d'être attaqué par l'arbitre spécial Mick Foley avec un Mandible Claw. Son premier match pour la TNA a eu lieu le 9 août 2010, dans un dark match contre Jesse Neal qu'il a perdu. Dans l'épisode du 30 décembre de TNA Impact ! , Shaw a accompagné Jeff Jarrett sur le ring dans le cadre de son défi entourage MMA Double J de 100 000 $ contre Little Red.
En 2012, Shaw a participé au Gut Check mensuel sur IMPACT. Bien que ses chances aient été presque ruinées après avoir été attaqué par Aces & Eights, Shaw a eu une seconde chance la semaine suivante et a été vaincu par Doug Williams dans son match Gut Check. Les juges de Gut Check ont été impressionnés et ont attribué à Shaw un contrat et une place dans l'effectif de la TNA. En réalité, Shaw y a signé un contrat de développement. Shaw est revenu à Impact Wrestling le 22 novembre, en battant son compatriote vainqueur de Gut Check, Alex Silva.
Le 12 janvier 2013, Shaw est apparu à TNA X-Travaganza, luttant dans un match Xscape à sept, qui a été remporté par Christian York, diffusé le 5 avril 2013. Le 17 mars 2013, Shaw est apparu à TNA Hardcore Justice 2 où il faisait partie d'un Hardcore Gauntlet Battle Royal à neuf hommes, qui a été remporté par Shark Boy, diffusé le 5 juillet 2013. Shaw est revenu lors de l'édition du 23 mai d' Impact Wrestling en battant Alex Silva (par décision puisque Aces & Eights ont attaqué Silva) pour la finale du tournoi Bound for Glory Series pour affronter Jay Bradley à Slammiversary. Shaw perdu le match.

#### Ohio Valley Wrestling(2012-2013)
Shaw a ensuite été affecté au centre de développement de la TNA, l'Ohio Valley Wrestling (OVW), faisant ses débuts télévisés le 13 octobre 2012. Il a ensuite commencé à faire équipe avec Alex Silva. Le 1er décembre, Shaw et Silva ont battu Jessie Godderz et Rudy Switchblade pour remporter le championnat par équipe OVW Southern. Ils ont perdu le titre face à Crimson et Jason Wayne le 16 janvier 2013. Mais ils ont regagné leurs titres pour un second règne, le 27 février 2013. Cependant, ils ont perdu les titres au profit de The Coalition, le 3 avril 2013. La semaine suivante, Shaw a été attaqué dans les coulisses par la Coalition. Shaw ne reviendrait à la télévision  que le 4 mai après avoir révélé qu'il avait été sous le masque de Gillyman de la Coalition pendant plusieurs semaines et qu'il avait été placé dans un match en tête-à-tête contre Jason Wayne lors du Saturday Night Special du 11 mai. Il fera son retour sur le ring la semaine suivante, en tête-à-tête contre Godderz. Shaw poursuivra sa guerre contre la Coalition avec une victoire sur Jason Wayne lors du Saturday Night Special du 11 mai et une victoire sur Crimson lors de l'épisode du 18 mai d'OVW TV.

#### Samuel Shaw (2013-2015)
Le 21 novembre, lors d'Impact Wrestling: Turning Point, Shaw est apparu dans une interview à domicile avec Christy Hemme. Au cours de l'interview, il a demandé à être appelé « Samuel Shaw » et a également interprété un personnage similaire à Patrick Bateman du film et du livre American Psycho, ainsi qu'une tenue de ring similaire aux vêtements portés par Dexter Morgan de la série éponyme. Lors de l'épisode d'Impact Wrestling du 2 janvier 2014, Shaw a fait ses débuts en tant que heel en battant Norv Fernum par soumission, durant le match il a lancé des regards continus à Hemme qui était au bord du ring. Shaw devint plus tard un fan obsédé par Hemme et commença à lui demander des rendez-vous, dont un dans sa maison où il fut montré comment Shaw avait une pièce pleine d'affiches et de photos de Hemme. Dans l'épisode du 6 février d'Impact Wrestling, Hemme a confronté Shaw à propos du mannequin et de la pièce pleine d'affiches. Dans l'épisode du 20 février, Shaw a attaqué M. Anderson dans un accès de rage après avoir vu Hemme et Anderson converser pendant plusieurs minutes. Shaw a ensuite emporté Hemme après qu'elle a été accidentellement prise dans le chahut et blessée. Dans l'épisode suivant, Shaw confronte Hemme pour tenter de s'expliquer. Après avoir échoué et avoir été interrompu par M. Anderson, Shaw s'est solidifié en tant que heel après avoir utilisé Hemme comme bouclier pour repousser M. Anderson qui tentait de se venger. Shaw utilisa son coup de grâce kata gatame pour étrangler M. Anderson.
Lors de l'édition du 6 mars d'Impact Wrestling, Shaw a affronté Eric Young. La présence de M.Anderson au bord du ring a finalement coûté le match à Shaw car il a été disqualifié en raison de la distraction d'Anderson. Après le match, Shaw étranglait Anderson, puis prétendait qu'il allait « réclamer ce qui lui revenait de droit », se dirigeant vers les coulisses. Trois jours plus tard, à Lockdown, Shaw a vaincu M. Anderson après s'être échappé de la cage à la suite de l'utilisation de Christy Hemme comme distraction en tirant la à travers la cage en acier, Anderson a réussi à sauver Hemme mais a été pris dans le kata gatame de Shaw. L'arbitre, jusque-là inconscient, n'a vu que Shaw s'échapper de la cage, le déclarant ainsi vainqueur. Néanmoins Shaw perdit un match revanche contre Anderson dès le lendemain, en amenant un mannequin habillé en Christy Hemme sur le ring. Dans l'épisode du 3 avril d'Impact Wrestling, Shaw a battu M. Anderson dans un match Straitjacket après l'avoir rendu inconscient à la suite de deux tentatives de kata gatame. À Sacrifice, Anderson a battu Shaw dans un match au cours duquel il a mis Shaw dans une camionnette en direction d'un établissement psychiatrique.
La prochaine fois que Shaw est apparu à la télévision, ne fut que dans l'épisode d'Impact Wrestling du 22 mai, à l'établissement psychiatrique. Un homme est entré et a dit que Shaw avait un visiteur qui s'est révélé plus tard être Gunner . Gunner a dit qu'il allait l'aider avec son obsession pour Hemme et avec sa folie. Au cours des semaines suivantes, des segments ont été diffusés dans lesquels Gunner a essayé d'aider Shaw de diverses manières en expliquant à Shaw pourquoi il comprenait ce que Shaw traversait et en participant à diverses activités comme parcourir les dessins de Shaw, ce qui a finalement conduit Shaw à être libéré sous la supervision de Gunner dans l'épisode d'Impact du 26 juin. Le 3 juillet, il est revenu et s'est excusé auprès de Christy Hemme ainsi que de M. Anderson, qui a donné à Samuel Shaw une autre chance d'être ami avec lui à condition qu'il suive la supervision de Gunner, se tournant apparemment face. Le 22 octobre 2014, dans l'épisode d'Impact, Shaw est redevenu heel après avoir frappé Gunner avec une chaise en acier et avoir rejoint Brittany. L'alliance entre Shaw et Brittany a pris fin après qu'elle n'a pas re-signé avec la TNA. Son dernier match a la TNA a eu lieu le 19 juin 2015, contre Crimson sur TNA Xplosion . Au cours de l'histoire de Christy Hemme, il a été surnommé le « bâtard effrayant » Creepy Bastard.
Le 21 juin 2015, Shaw a officiellement annoncé son départ de l'entreprise.

### Circuit indépendant (2015-2019)
En mai 2015, Shaw est revenu à la Vintage Wrestling. Lors de son premier match , le 16 mai 2015, Shaw a battu Nick Fame et le lendemain, le 17 mai 2015, Shaw, BeastMode (Biff Slater et Don Maximo), Leo Gold et Mike Cruz perdirent face à The Dark City Fight Club ( Jon Davis et Kory Chavis ), Francisco Ciatso, Simon Sez et The Afro Boy. En septembre 2016, Shaw a fait ses débuts à la Full Throttle Pro Wrestling ( FTPW ). Lors de son premier match le 17 septembre 2016, Shaw a battu Shannon Moore . Le 23 juin 2018, Shaw a battu MVP et Papadon pour remporter le championnat vacant FTPW. Il perdra le titre le 20 octobre 2018 contre Barrington Hughes dans un match qui incluait également Shannon Moore.
Le 18 mars 2017, à Tried-N-True / Global Force Wrestling The Art Of War II, Shaw a battu Crimson pour devenir le premier champion TNT. Shaw a détenu le titre pendant 658 jours jusqu'à ce qu'il le perde face à Crazzy Steve lors du NWA Pop-Up Event le 5 janvier 2019.
Le 21 octobre 2018, lors  du show du 70e anniversaire de la NWA de la National Wrestling Alliance, Shaw a battu Colt Cabana, Sammy Guevara et Scorpio Sky dans un Fatal-4-Way Match pour se qualifier pour un match pour le championnat national NWA plus tard dans la soirée. Cependant, il a été battu par Willie Mack en finale. Le 9 décembre, Shaw a été battu lors d'un match revanche pour le championnat par Mack.

### World Wrestling Entertainment (2019-2022)

#### Débuts àNXTet départ (2019-2022)
Le 11 février 2019, il signe officiellement avec la World Wrestling Entertainment et s'entraîne au WWE Performance Center.
Le 1er avril 2020 à NXT, il fait ses débuts dans le show jaune, sous le nom de Dexter Lumis, dispute son premier match et bat Jake Atlas. 3 semaines plus tard à NXT, il effectue un Face Turn, car il aide The Velveteen Dream à battre l'Undisputed Era (Adam Cole et Roderick Strong) après que le partenaire initial de celui-ci, Keith Lee, ait été attaqué par Damian Priest dans les coulisses.
Le 7 juin à NXT TakeOver: In Your House, il intervient dans le Parking Brawl match entre Adam Cole et The Velveteen Dream poue le titre de NXT, où il empêche Bobby Fish et Roderick Strong d'interférer, les enferme dans le coffre de sa voiture et s'enfuit avec.
Le 6 décembre à NXT TakeOver: WarGames, il bat Cameron Grimes dans un Strap match.
Le 7 avril 2021 à NXT TakeOver: Stand & Deliver, il ne devient pas aspirant no 1 au titre Nord-Américain de NXT pour le show du lendemain, battu par Bronson Reed dans un 6-Pack Challenge Guntlet Elimination match qui inclut également Isaiah "Swerve" Scott, Cameron Grimes, LA Knight et Leon Ruff.
Le 17 août à NXT, il forme officiellement une alliance et un couple avec Indi Hartwell qui effectue un Face Turn et ensemble, ils battent Jessi Kamea et Robert Stone. Après le combat, sa partenaire le demande en mariage, il accepte et ils échangent un baiser. Le 14 septembre à NXT 2.0, sa compagne et lui se marient, mais il attaque le prêtre qui sera remplacé par William Regal.
Le 29 avril 2022, il est libéré de son contrat par la compagnie.

### Retour sur le circuit indépendant (2022)
Shaw a fait sa première apparition depuis qu'il a quitté la WWE le 11 juin 2022, lors du pay-per-view de la National Wrestling Alliance. Il a participé à un Fatal-4-Way pour le titre de champion du monde poids lourds NWA vacant contre Trevor Murdoch, Nick Aldis et Thom Latimer; le combat a été remporté par Murdoch. Deux jours plus tard, il bat Mercurio dans un épisode de NWA USA.
Le 26 juin 2022, Shaw apparaît à l'USA Pro Wrestling, battant Ryzin lors de l'événement « USA Pro Wrestle War 2022 ». Le 23 juillet 2022, il apparaît à la MCW Pro Wrestling, durant la 21e Shane Shamrock Memorial Cup ; remplaçant Pat Brink, il fait équipe avec Alec Odin pour défier sans succès le Trade (Eric Martin et Robert Locke) pour le championnat par Équipe MCW.

### Retour à la World Wrestling Entertainment (2022-...)

#### Débuts àRaw(2022-2023)
Le 8 août 2022 à Raw, il fait son retour à la World Wrestling Entertainment après 3 mois d'absence et ses débuts dans le show rouge, dans lequel il est évacué de l'arène par la sécurité après la victoire d'AJ Styles sur The Miz.
Le 28 novembre à Raw, il dispute son premier match et bat The Miz dans un Anything Goes match.
Le 1er avril 2023 à NXT Stand & Deliver, il aide Indi Hartwell à devenir championne de NXT dans son Ladder match.

#### The Wyatt Sicks, champion par équipes avec Joe Gacy (2024-...)
Le 17 juin 2024 à Raw, il fait son retour après un an d'absence en tant que Tweener, sous le nom de Mercy the Buzzard, aux côtés de Uncle Howdy, Erick Rowan, Joe Gacy et Nikki Cross, où le quintet forme un clan appelé The Wyatt Sicks.
Le 29 juillet à Raw, il enlève son masque et dévoile son nouveau look avec une longue barbe et des dreadlocks. Le 9 septembre à Raw, sous l'assistance d'Uncle Howdy, il dispute son premier match aux côtés de ses trois partenaires et ensemble, ils battent American Made (Chad Gable, The Creed Brothers et Ivy Nile) dans un 8-Person Mixed Street Fight Tag Team match.
Le 14 janvier 2025, son clan est officiellement transféré à SmackDown. 
Le 23 mai à SmackDown, les cinq membres du clan font leurs retours, attaquent #DIY, Fraxiom et les Street Profits.
Le 11 juillet à SmackDown, Joe Gacy et lui deviennent les nouveaux champions par équipes en battant les Street Profits et remportent les titres pour la première fois de leurs carrières.

## Filmographie

### Télévision
- 2023 : FD de Tacoma : Dex ( Épisode: "Who Gives A-Shift?" )

### Jeux vidéo
- 2022 : WWE 2K22 : Dexter Lumis
- 2023 : WWE 2K23 : Dexter Lumis
- 2024 : WWE 2K24 : Dexter Lumis

## Palmarès
- Full Throttle Pro Wrestling
  - 1 fois Champion FTPW
- Ohio Valley Wrestling
  - 2 fois Champions par Équipe OVW Southern avec Alex Silva[10]
- Pro Wrestling Illustrated
  - Classé 142e du top 500 catcheurs solo de la PWI 500 de 2021[45]
- Total Nonstop Action Wrestling
  - Vainqueur du TNA Gut Check 2012[46]
- Tried-N-True Pro
  - 1 fois Champion TNT[47]
  - 1 fois Champion du tournoi TNT (2017)
- United States Wrestling Alliance
  - 1 fois Champion USWA[48]
- Vintage Wrestling
  - 3 fois Champion Vintage Poids-Lourds[49]
- Wrestling Observer Newsletter
  - Pire Rivalité de l'Année 2022 contre The Miz[50],[51]